# رنه کروز
رنه کروز (انگلیسی: Renae Cruz؛ زاده ۲۹ نوامبر ۱۹۸۷) نام حرفه‌ای بازیگر پورنوگرافی اهل ایالات متحده آمریکا است.